# Jeremy Findlay
 Jeremy Findlay (* 1971 in Toronto) ist ein kanadischer Cellist.

## Leben
Findley hatte den ersten Cellounterricht bei seinem Vater William Findlay am Royal Conservatory of Music in Toronto und studierte bis 1992 bei Daniel Domb an der University of Toronto. Als Stipendiat des Canada Council und des Ontario Arts Council setzte er seine Ausbildung bei Josef Chuchro am Prager Konservatorium fort und studierte Kammermusik bei Sándor Végh bei der European Mozart Foundation. Schließlich besuchte er Meisterklassen von Boris Pergamenschikow und Yo-Yo Ma.
Als Solist trat Findlay mit vielen namhaften Sinfonieorchestern Europas, Asiens, Nord- und Südamerikas sowie im Rundfunk auf und nahm an Festivals u. a. in Aix-en-Provence, Krakau und Villach teil. 2009 spielte er die Uraufführung des ihm gewidmeten Konzerts für Cello und Kammerorchester von Jiři Gemrot, 2012 nahm er dessen ebenfalls ihm gewidmetes  Lamento für Cello und Streichorchester auf, 2014 das Cellokonzert. Mit dem Pianisten Per Rundberg spielte er Werke von Ludwig van Beethoven, Bohuslav Martinů und Gemrot ein. Als Kammermusiker ist er u. a. Mitglied des von Eduard Okoun gegründeten Okoun Ensemble und der Camerata Salzburg.